# Троицкое (Каменский муниципальный округ)
Троицкое — село в Каменском районе Свердловской области России. Входит в Каменский муниципальный округ.
Ранее входило в состав Маминского сельсовета Каменского района.

## Географическое положение
Село Троицкое находится в 43 километрах от города Каменск-Уральский, на северном берегу Карасьего озера, недалеко от вытекающей из него речки Исток. Наибольшая длина озера — 3,6 километра, ширина — 1,6 километра. В Карасьем озере водятся карась, линь, краснопёрка. Озеро заросло камышом.
В южных окрестностях села проходит граница Свердловской и Челябинск областей. К северу от Троицкого, через соседнее село Маминское, проходит дорога, соединяющая автомагистрали Екатеринбург — Курган и Екатеринбург — Челябинск. От соединяющей трассы дороги к Троицкому ведёт подъздная дорога. Она продолжается далее, через соседнюю деревню Старикову, до деревни Подкорытовой.

## История
Первоначальное название села — Карасий исток (или Исток). Село Троицкое основано выходцами из Кунгура, обосновавшимися неподалёку от Карасьего озера, давшего название селу.

О возникновении села Истокскаго сведений не сохранилось. Но судя по тому, что уже в 1711 году это село имело двухпрестольный храм, должно признать его древним. Во время Пугачевскаго бунта оно имело значение крепости под названием «Карасе-Истокской», в виде квадрата, среди которого находился храм.— 
C 1897 года существовала церковно-приходская школа. 
По данным 1904 года, в селе было 97 дворов с населением 583 человека (мужчин — 280, женщин — 303), все русские.
14 мая 1962 года село Троицкое и деревня Кобылина объединены в одно село Троицкое.
10 апреля 1959 года Решением облисполкома № 217 упразднены Темновский и Троицкий сельские советы, а их территории переданы в административно-территориальное подчинение Маминского сельсовета.

## Население
| 1869 | 1904 | 1908  | 1926  | 2002 | 2010 | 2021 |
| ---- | ---- | ----- | ----- | ---- | ---- | ---- |
| 971  | ↘583 | ↗1078 | ↗1083 | ↘297 | ↘245 | ↘206 |

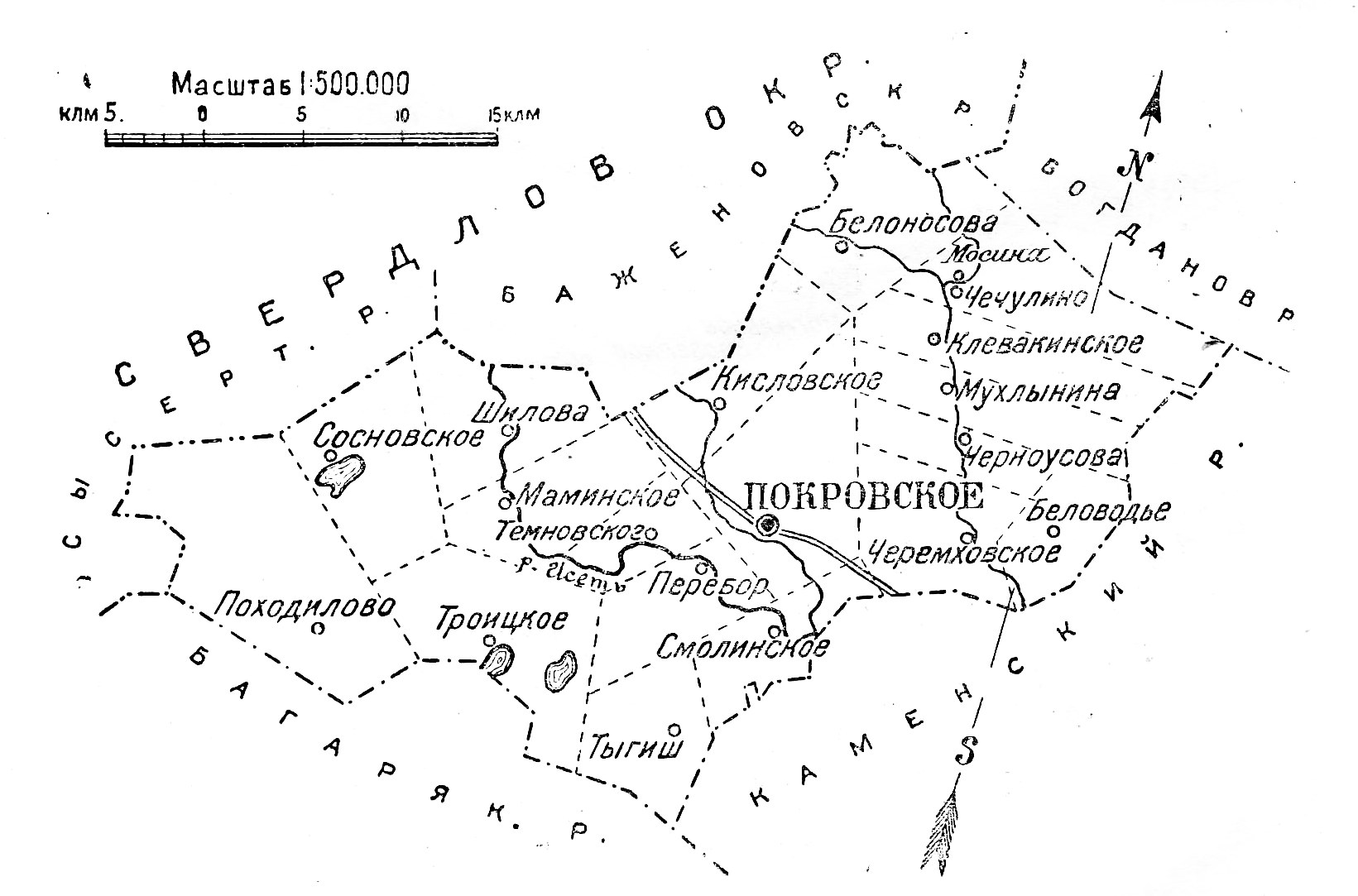
Троицкое на схеме Покровского района (1928)

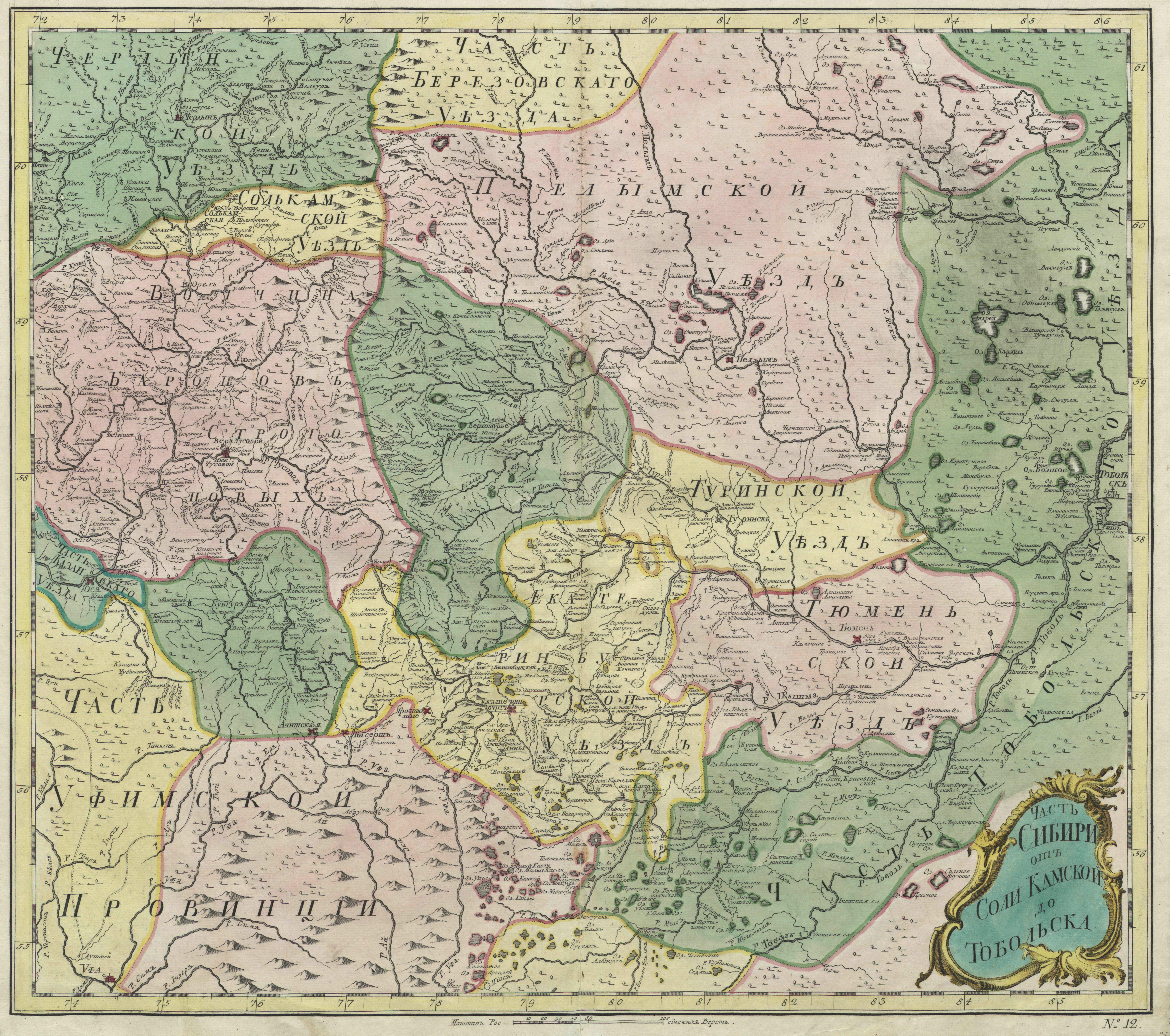
Троицкое на карте 1745 года

По данным Всероссийской переписи населения 2002 года, русские составляли 94 % от общего числа жителей села Троицкого. По данным переписи населения 2010 года, в селе проживали 245 человек — 114 мужчин и 131 женщина.

## Список улиц
- улица Ленина
- улица 8 Марта
- улица Калинина
- улица Набережная
- улица Советская
- улица Новая

## Церковь Святой Троицы
Второй по времени храм на Исети, у Карасьего озера, поставила около 1680 года группа крестьян из-под Кунгура во главе со священником Петром Никифоровым Захарцевым. Первая, деревянная церковь была построена в 1680 году. Сгорела 1787 году. Вторая деревянная церковь, восстановленная к 1790 году, сгорела в 1800 году. В 1801 году было заложено каменное здание храма. Его придел, во имя преподобного Савватия Соловецкого освящён 19 марта 1808 года. Главный храм в честь Святой Живоначальной Троицы был освящён 14 июля 1823 года. В 1850 году колокольня от образовавшихся в своде трапезной части церкви трещин начала отходить от основного здания и возникла угроза её обрушения. Ввиду этого колокольня и трапезная часть храма были разобраны до основания и выстроены по новому плану, вследствие чего был устроен ещё один придел, который освятили в честь иконы Пресвятой Богородицы «Утоли моя печали» 12 декабря 1854 года. В 1875—1880-х годах ввиду необходимости расширения была разобрана и заново построена главная часть храма. Перестройку вёл инженер-технолог Павел Фёдорович Голышев. Архитектурный стиль — эклектика. Главный храм был вновь освящён 27 сентября 1880 года, а приделы, соответственно, 15 ноября 1881 года и 20 февраля 1886 года.
До 1800 года Истокский храм принадлежал Тобольской епархии и состоял в ближайшем ведении Екатеринбургскаго Духовного правления. В пределах прихода была деревянная часовня в деревне Походиловой и один деревянный крест между селом и деревней Стариковой, а в деревне Поплыгиной была Николаевская каменная часовня. 24 июня и 20 июля ежегодно в Походиловской часовне отправлялись часы и молебны, а в селе совершались два крестных хода: первый в день Преполовения, после хождения на воду, на приходское кладбище для служения общей и частных панихид, и второй, в день Преображения — ко кресту между селом и деревней Стариковой. Время и повод к построению часовни, а также время и побуждения к установлению крестных ходов — не известны.
Церковь закрыли в 1932 году. В советское время здание служило складом. В настоящее время храм не восстанавливается, на стенах и куполе множество элементов росписей.
На одной оси располагаются церковь с гранёной апсидой, трапезной и колокольни. Объём церкви увенчан пятиглавием, шатра на гранёном барабане и декоративных глав из малых шатров на прямоугольных постаментах по углам четверика. Все помещения церкви также расположены на одной оси: дверь из крытой паперти, трапезная зального типа, летний храм. На углах четверика пилоны, которые поддерживают купол арками и парусами. Церковь Троицы выполнена региональными архитекторами в манере мастера.

### Стела
В селе установлена стела воинам, погибшим в Великой Отечественной войне 1941—1945.